# Choiroblemma bengalense
Choiroblemma bengalense là một loài nhện trong họ Tetrablemmidae.
Loài này thuộc chi Choiroblemma. Choiroblemma bengalense được Bourne miêu tả năm 1980.